# Fusillade de Boulder
La fusillade de Boulder a lieu le 22 mars 2021 dans un supermarché King Soopers à Boulder dans l'État fédéré du Colorado, aux États-Unis. Au moins dix personnes sont tuées (dont l'officier de la police de Boulder, Eric Talley). Le suspect, légèrement touché à la jambe par la police, est emmené dans un hôpital de la région pour y recevoir des soins,.

## Contexte
Cette fusillade de masse intervient moins d'une semaine après une série de fusillades au cours de laquelle 8 personnes, majoritairement extrême-orientales, ont été tuées dans la région métropolitaine d'Atlanta.

## Victimes
Il y a eu dix morts dans la fusillade: cinq personnes faisant leurs courses, trois employés de supermarché, le policier Eric Talley (qui avait travaillé pour le département de police de Boulder pendant onze ans) et un réparateur. Les victimes ont été identifiées le lendemain de la fusillade ; la plus jeune avait 20 ans, tandis que la plus âgée avait 65 ans. De plus, plusieurs autres policiers qui sont intervenus ont été blessés.
Les noms des victimes :
- Tralona Bartkowiak, 49 ans ;
- Suzanne Fountain, 59 ans ;
- Teri Leiker, 51 ans ;
- Kevin Mahoney, 61 ans ;
- Lynn Murray, 62 ans ;
- Rikki Olds, 25 ans ;
- Neven Stanisic, 23 ans ;
- Denny Strong, 20 ans ;
- Eric Talley, 51 ans ;
- Jody Waters, 65 ans.

## Suspect
Ahmad Al Aliwi Al-Issa, 21 ans, originaire d'Arvada, dans le Colorado, est le tireur présumé. Al-Issa est né en Syrie en 1999 et a été naturalisé citoyen américain. Sa famille a immigré aux États-Unis en 2002 et a déménagé à Arvada en 2014. Le frère aîné d'Al-Issa a déclaré qu'Al-Issa a des antécédents de comportement paranoïaque, dérangé et antisocial qui s'est développé après qu'Al-Issa a été victime d'intimidation au lycée, et son frère était inquiet pour sa santé mentale. Al-Issa a été reconnu coupable d'un délit en 2018 pour avoir frappé un camarade de classe au lycée Arvada West. Il a plaidé coupable d'une accusation de voie de fait relativement à l'incident et a reçu deux mois de probation en plus de 48 heures de travaux d'intérêt général. Selon un affidavit de la police, Al-Issa a acheté un pistolet semi-automatique Ruger AR-556 le 16 mars. La police de Boulder a précisé lors d'une conférence de presse le 26 mars qu'elle croyait que le Ruger AR-556 était la seule arme utilisée par le suspect durant la fusillade, mais celui-ci avait aussi une arme de poing de 9 mm avec lui. L'identité d'Al-Issa était déjà connue du Bureau fédéral d'enquête en raison d'un lien avec une autre personne faisant l'objet d'une enquête par les forces de l'ordre.
Al-Issa a exprimé sur sa page Facebook maintenant supprimée et à ses coéquipiers de lutte de lycée qu'il croyait être la cible de harcèlement en raison du racisme et de l'islamophobie. Selon le SITE Intelligence Group, « il n'y avait aucune indication sur son compte Facebook suggérant des opinions radicales de quelque nature que ce soit, qu'elles soient islamistes, anti-Trump ou quoi que ce soit d'autre ». Son frère a dit que les fusillades n'étaient pas une déclaration politique.
Après la fusillade, Al-Issa a été inculpé de dix chefs d'accusation : meurtres au premier degré et tentative de meurtre. Il avait une blessure à la jambe au moment de son arrestation, il a donc été transporté à l'hôpital de Boulder Community Health Foothills. La police de Boulder l'a officiellement placé en garde à vue et l'a ensuite transféré à la prison du comté de Boulder, où il a été détenu sans caution. L'identité d'Al-Issa a été révélée au public le 23 mars, au lendemain de la fusillade. Lors de sa première comparution devant le tribunal, le 25 mars, son avocat a demandé une évaluation de la santé mentale d'Al-Issa. Il a été rapporté plus tard qu'en raison de menaces, Al-Issa avait été transféré dans un autre comté. Le 23 septembre 2024, Ahmad Alissa est reconnu coupable de dix chefs de meurtre au premier degré et condamné à dix peines de prison à vie consécutives.

## Réactions

### Débat sur le contrôle des armes à feu
Après la fusillade, la discussion a repris sur le thème du contrôle des armes à feu. Au niveau national, le président Joe Biden a appelé à une interdiction immédiate des armes d'assaut; d'autres personnalités politiques démocrates se sont fait l'écho de ses sentiments, notamment la sénatrice américaine Dianne Feinstein de Californie, le représentant américain Joe Neguse du Colorado et l'ancien président Barack Obama. Biden a également demandé que les failles soient comblées dans le système de vérification des antécédents. Dans une interview dans CBS This Morning, le vice-président Kamala Harris a réagi aux fusillades de masse en discutant de la nécessité d'une législation sur la réforme des armes à feu. Des appels similaires pour le contrôle des armes à feu et la suppression des échappatoires ont été repris par les comités de rédaction de journaux et de nombreuses célébrités.

### Réactions aux premiers témoignages
Un témoin qui a retransmis le crime en direct sur une chaîne YouTube a reçu des critiques de certains et des éloges de la part d'autres. Il s'était identifié à plusieurs reprises comme journaliste aux forces de l'ordre avant d'être expulsé des lieux. Au plus fort de l'audience pendant l'événement, la diffusion en direct comptait environ 30 000 téléspectateurs et beaucoup ont critiqué YouTube pour avoir permis à la vidéo de rester sur son site. La société a répondu en déclarant que la vidéo avait suffisamment de contexte d'actualités ou de documentaire pour rester, quelle que soit la violence montrée.
Avant l'arrivée des policiers sur les lieux, un répartiteur de la police décrit le tireur comme un « homme blanc, d'âge moyen, aux cheveux noirs, à la barbe, au gilet noir, à la chemise à manches courtes ». Alors que la nouvelle de la fusillade éclatait, des sources médiatiques font état de tweets affirmant que le tireur n'avait pas été tué par la police, mais simplement arrêté, parce qu'il était un « homme blanc ». Meena Harris, une avocate américaine et nièce de Kamala Harris, écrit dans un tweet : « La fusillade d'Atlanta n'a même pas eu lieu il y a une semaine. Les hommes blancs violents sont la plus grande menace terroriste pour notre pays. » L'annonce ultérieure que le suspect est un musulman syro-américain pousse certains des auteurs des tweets, comme Meena Harris, à les supprimer.
Deborah Richardson, directrice exécutive de l'American Civil Liberties Union of Colorado, une organisation de défense des droits civiques aux États-Unis, déclare que les premières hypothèses faites à propos d'Al-Issa par les forces de l'ordre et les médias étaient absolument influencées en raison du fait qu'il était perçu comme blanc. Écrivant dans The Hill, Marik von Rennenkampff a critiqué la couverture médiatique initiale, déclarant que « en se précipitant pour attaquer l'identité 'blanche et masculine' de l'auteur, la foule de Twitter a rendu beaucoup plus difficile pour un minimum de bien d'émerger d'un acte de violence terriblement horrible. »